# 夏门镇
夏门镇，是中华人民共和国山西省晋中市灵石县下辖的一个乡镇级行政单位。

## 行政区划
夏门镇下辖以下地区：
夏门村、许家店村、后庄村、梁家圪塔村、燕家庄村、文殊原村、南村、北庄村、曲村、陈家岭村、堡上村、占道洼村、西河底村、火山村、峪口村、柏坡底村、寨立村、安家庄村、尹家庄村、寨头村、碾则焉村、弓家庄村、沟西村、庄立村、关家庄村和长珍村。

## 中国传统村落
夏门村获评“中国传统村落”。